# Palamedu
Palamedu es una ciudad y nagar Panchayat situada en el distrito de Madurai en el estado de Tamil Nadu (India). Su población es de 10493 habitantes (2011). Se encuentra a 17 km de Madurai.

## Demografía
Según el censo de 2011 la población de Palamedu era de 10493 habitantes, de los cuales 5307 eran hombres y 5186 eran mujeres. Palamedu tiene una tasa media de alfabetización del 79,64%, inferior a la media estatal del 80,09%: la alfabetización masculina es del 86,34%, y la alfabetización femenina del 72,82%.